# Баязитова (деревня)
Баязитова — деревня в Кунашакском районе Челябинской области. Входит в состав Халитовского сельского поселения. Образовано в 1776 году башкиром по имени Байязит. 

## География
Расположена в северо-восточной части района, на берегу озера Алакуль. Расстояние до районного центра, Кунашака, 39 км.

## История
Деревня Баязитова одно из старейших селений Челябинской области, она происходит от родовой юрты старшины Салзаутской волости Баязита Максютова, примерная дата основания - начало 18 века

## Население
| 2002 | 2010 |
| ---- | ---- |
| 446  | ↘373 |

(в 1970 — 622, в 1995 — 507)

## Улицы
- Алабужская улица
- Капкановская улица
- Межозерная улица
- Солнечная улица
- Старобаязитовская улица
- Старобаязитовский переулок